# أمي ديتانا
أمي ديتانا هو تاسع ملوك السلالة البابلية الأولى تولى الحكم بعد والده ابي ايشوه حكم لمدة 37 سنة (1620-1537ق م)، لكن بعض فتات ألواح بأنه قد يكون حكم لسنوات إضافية، بعكس الملوك الآخرين اتسم عصره بالسلام، وكان يعمل بالمقام الأول في اثراء و توسيع المعابد وبنى مشاريع أخرى غيرها، إلا أنه قام بهدم سور مدينة دير والتي بناها دميق ايليشو ملك إيسن، توفي سنة 1537 ق م وتولى الحكم بعده امي صادوقا.